# Tininho (calciatore 1977)
Tininho, pseudonimo di Ronildo Pereira de Freitas (Montes Claros, 23 ottobre 1977), è un ex calciatore brasiliano, di ruolo centrocampista.